# Sergio Zaniboni
Sergio Zaniboni (Torino, 4 agosto 1937 – Giaveno, 18 agosto 2017) è stato un fumettista italiano.

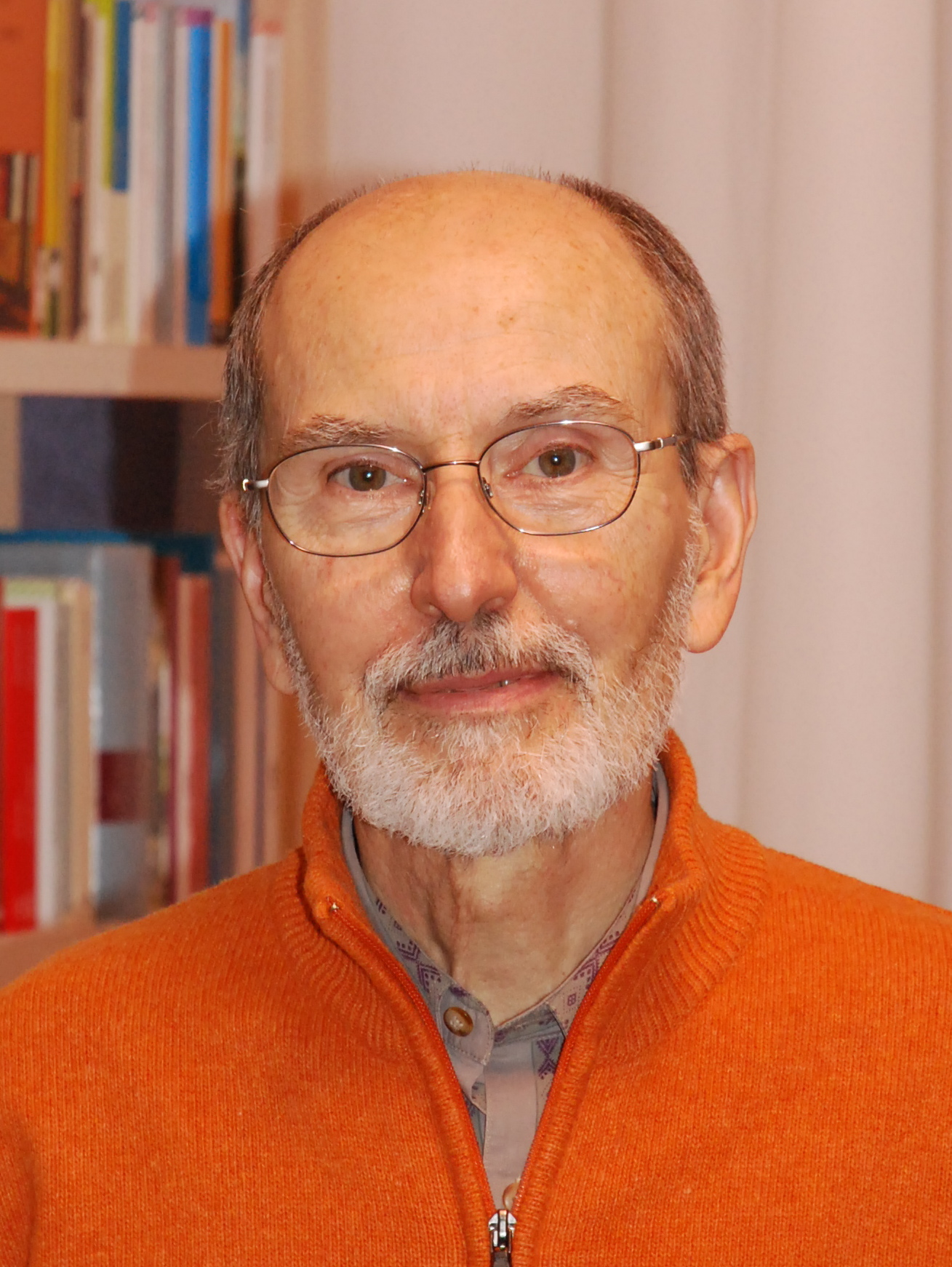
Sergio Zaniboni

Zaniboni è stato uno dei più apprezzati cartoonist italiani e, in particolare, tra quelli che hanno lavorato su Diabolik.

## Biografia
Ex radiotecnico, inizia la sua carriera di fumettista nel 1967 dopo essere stato disegnatore tecnico, grafico pubblicitario (lo storico logo delle figurine Panini è una sua creazione) e illustratore. Il suo primo lavoro è una riduzione a fumetti de I tre Moschettieri disegnata per l'editore di Alè Toro ma mai pubblicata. Dopo aver disegnato I Promessi Sposi per Gino Sansoni (marito di Angela Giussani), inizia a collaborare alla rivista Horror e nel 1969 entra nello staff di Diabolik, esordendo con l'episodio Delitto su commissione. Da allora ha realizzato le matite di oltre 300 avventure.
Dal 1972 collabora anche con Il Giornalino, dove, tra i vari lavori realizzati, ha dato vita alla serie di ambiente pugilistico Il campione, su testi di Alberto Ongaro, e alla serie poliziesca Tenente Marlo, su testi di Claudio Nizzi. Per Orient Express disegna poi la serie I Reporters su testi di Giancarlo Malagutti.
Alla fine degli anni ottanta rinnova il suo stile impegnandosi in due lavori che mescolano elementi umoristici a tematiche avventurose: Speedy Car, serie su testi di Paola Ferrarini sempre disegnata per Il Giornalino, e Pam&Peter, episodio autoconclusivo su testi di Luigi Mignacco, pubblicato su Comic Art.
Nel 1990 vince il premio ANAFI e nel 1991  disegna una lunga avventura di Tex Willer scritta da Claudio Nizzi per l'albo Speciale Tex n.4, dal titolo Piombo rovente.
Negli anni novanta prosegue la sua collaborazione con "Il Giornalino" disegnando serie come "Reporter Blues" e "Maj Lin" e nel 2000 riceve il premio Yellow Kid per la sua lunga e fruttosa militanza sulle pagine di Diabolik.
Anche il figlio Paolo ha intrapreso la carriera di cartoonist, proprio collaborando, tra gli altri, con Il Giornalino, dove porta avanti una serie umoristica di sua completa creazione: Steam Rail, inizialmente disegnata dal padre, con il quale ha realizzato diverse storie per Diabolik, inchiostrando la tavole e colorando le copertine con la tecnica della computer grafica.

## Opere
- Natale Nero, con Pier Carpi e Marco Rostagno (1969, Gino Sansoni Editore)
- Il Mago, con Pier Carpi e Marco Rostagno (1970, Gino Sansoni Editori)

## Riconoscimenti
- Premio Yellow Kid al Salone Internazionale dei Comics (2000)